# Karl-Wolfgang Zschiesche
Karl-Wolfgang Zschiesche (* 14. März 1933 in Merseburg; † 29. Oktober 1996 in Berlin) war ein deutscher Arzt und Pathologe. Von 1962 bis 1979 war er am Zentralinstitut für Mikrobiologie und Experimentelle Therapie, einer außeruniversitären Forschungseinrichtung der Akademie der Wissenschaften der DDR, als Abteilungs- beziehungsweise Bereichsleiter tätig. Anschließend wechselte er an das Zentralinstitut für Molekularbiologie der Akademie in Berlin-Buch, an dem er von 1981 bis 1984 Direktor war.

## Leben
Karl-Wolfgang Zschiesche 1933 in Merseburg geboren, wo er die Grundschule und das Gymnasium besuchte. Anschließend studierte er von 1951 bis 1957 Humanmedizin an der Martin-Luther-Universität Halle. Nach seiner Promotion im Jahr 1957 blieb er bis 1961 als wissenschaftlicher Assistent am dortigen Institut für Pathologie und war dann für ein Jahr an der zweiten Medizinischen Klinik der Universität tätig. Im Jahr 1962 wurde er habilitiert und wechselte an das Zentralinstitut für Mikrobiologie und experimentelle Therapie der Deutschen Akademie der Wissenschaften in Jena, an dem er eine Stelle als Arbeitsgruppenleiter erhielt. An dem Institut, an dem er bis 1979 blieb, leitete er ab 1971 die Abteilung Immunpathologie und ab 1976 den Bereich Experimentelle Therapie.
Im gleichen Jahr wurde Karl-Wolfgang Zschiesche von der Akademie zum Professor für experimentelle Chemotherapie und Immunpathologie ernannt. Drei Jahre später wechselte er an das Zentralinstitut für Molekularbiologie (ZIM) der Akademie mit Sitz in Berlin-Buch, an dem er zunächst stellvertretender Direktor und ab 1981 als Nachfolger von Friedrich Jung Direktor wurde. Ab 1984 war er krankheitsbedingt in seinem beruflichen Wirken eingeschränkt, sein Nachfolger als Direktor des ZIM wurde der Immunologe Günter Pasternak. Karl-Wolfgang Zschiesche widmete sich jedoch weiterhin wissenschaftlichen Arbeiten und leitete zum Ende der 1980er Jahre eine Arbeitsgruppe an der Forschungsstelle für Wirbeltierforschung der Akademie unter Heinrich Dathe. 1989 wurde er stellvertretender Vorsitzender des neu gegründeten Zentrums für Medizinische Wissenschaft an der Akademie.
Nach der politischen Wende in der DDR blieb er bis kurz vor seinem Tod am Max-Delbrück-Centrum für Molekulare Medizin, der Nachfolgereinrichtung des Zentralinstituts für Molekularbiologie. Er starb 1996 in Berlin. Seine letzte Ruhe fand er auf dem Friedhof Pankow XII im Feld 4-339.

## Wissenschaftliches Wirken
Die Forschungsinteressen von Karl-Wolfgang Zschiesche umfassten unter anderem die Metastasierung von bösartigen Tumoren des Brustraums und die experimentelle Behandlung der Amyloidose. Darüber hinaus beschäftigte er sich mit der Entwicklung von Methoden zur Testung von Virostatika, Zytostatika und Immunsuppressiva sowie mit der Rolle von Zytokinen in der Immunantwort. Er veröffentlichte im Laufe seiner Karriere über 80 wissenschaftliche Publikationen und hielt rund 60 Vorträge.

## Auszeichnungen
Karl-Wolfgang Zschiesche war ab 1969 Mitglied der Deutschen Akademie der Naturforscher Leopoldina und gehörte außerdem ab 1981 als korrespondierendes Mitglied der Akademie der Wissenschaften der DDR an.

## Werke (Auswahl)
- Chemical Immunosuppression. Barth, Leipzig 1975
- Immunopathology of Viral Diseases. VEB Gustav Fischer Verlag, Jena 1977 (als Mitherausgeber)
- Immune Modulation by Infectious Agents. VEB Gustav Fischer Verlag, Jena 1987
- Mammary-Derived Growth Inhibitor (MDGI). In: Robert B. Dickson, Marc E. Lippman: Genes, Oncogenes, and Hormones: Advances in Cellular and Molecular Biology of Breast Cancer. Kluwer Academic Publishers, Boston 1992, S. 69–96 (mit anderen Autoren)